# Delicate
Singles de Taylor Swift
End Game
(2017) ME!
(2019)
Delicate est un single de la chanteuse américaine Taylor Swift extrait de l'album Reputation (2017). La chanson est co-écrite par Taylor Swift avec les producteurs Max Martin et Shellback. La chanson sort en single en mars 2018 et devient progressivement un hit dans le courant de l'année, et le single de l'album ayant eu le plus de succès en radio aux États-Unis. Elle est le single de Reputation ayant passé le plus de temps dans le Billboard Hot 100 (35 semaines). 

## Classement
| Classement (2017–18)            | Meilleure position |
| ------------------------------- | ------------------ |
| Australie (ARIA)                | 28                 |
| Autriche (Ö3 Austria Top 40)    | 70                 |
| Belgique (Flandre Ultratip 100) | 4                  |
| Belgique (Wallonie Ultratip 50) | 4                  |
| Canada (Hot 100)                | 20                 |
| États-Unis (Hot 100)            | 12                 |
| États-Unis (Adult Contemporary) | 1                  |
| États-Unis (Adult Pop Songs)    | 1                  |
| États-Unis (Pop Airplay)        | 1                  |
| Tchéquie (IFPI Rádio)           | 46                 |
| France (SNEP)                   | 169                |
| Nouvelle-Zélande (RMNZ)         | 33                 |
| Norvège (VG-lista)              | 27                 |
| Pologne (ZPAV)                  | 42                 |
| Portugal (AFP)                  | 56                 |
| Écosse (OCC)                    | 51                 |
| Suède (Sverigetopplistan)       | 98                 |
| Suisse (Schweizer Hitparade)    | 88                 |
| Royaume-Uni (UK Singles Chart)  | 45                 |